# Atelier Jeudi soir
Atelier Jeudi Soir est une association de production littéraire, créée et animée en Haïti par l'écrivain Lyonel Trouillot, depuis 2007, inspirée par Georgia Nicolas qui a reçu une plaque d'honneur comme étant la coordonnatrice de l'association en février 2018 quand Lyonel Trouillot lui a reçu une plume d'or à Montrouis.

## Organisation

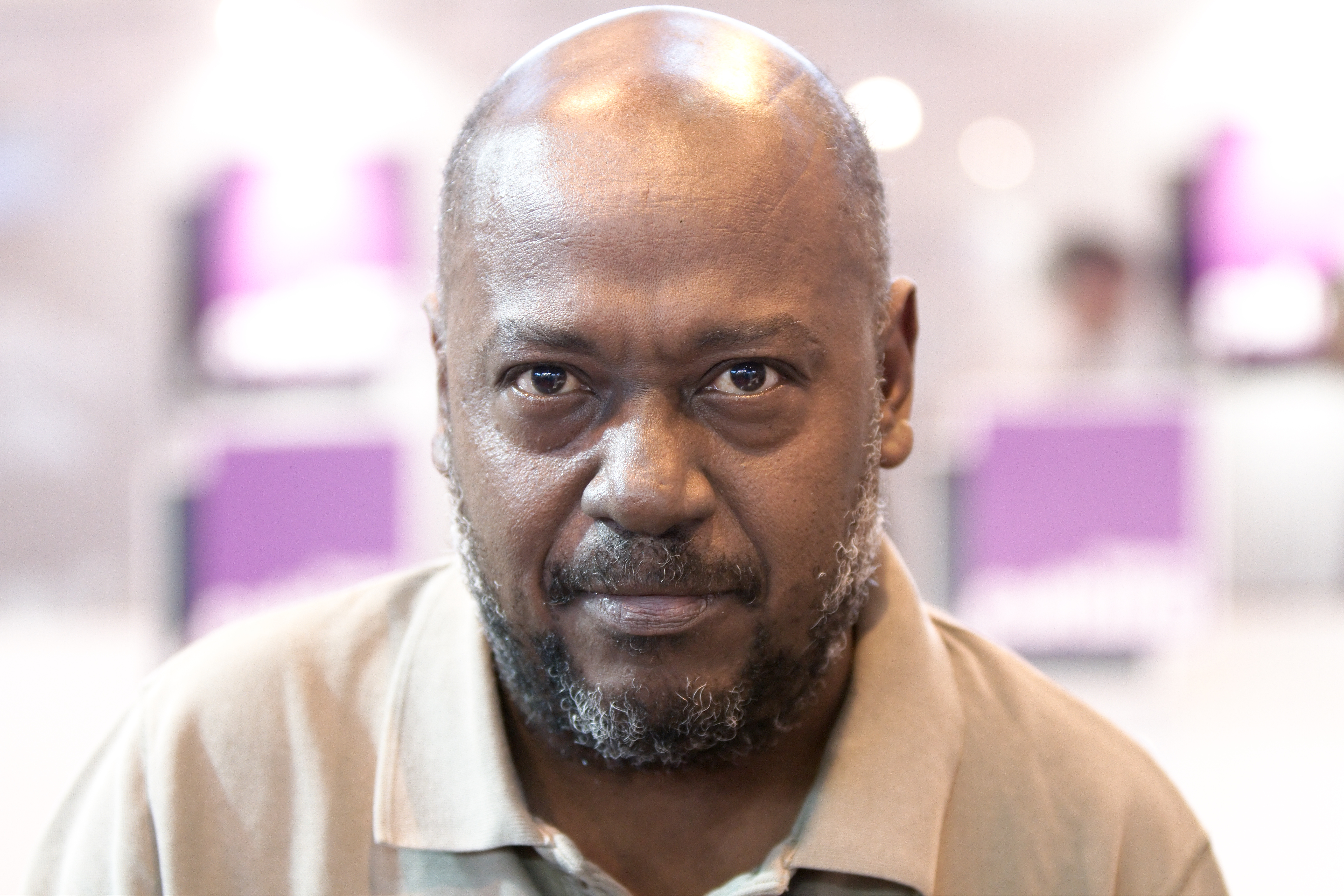
Lyonel Trouillot

L'association a publié des recueils collectifs, des recueils individuels et des romans produits par les écrivains qui en font partie. Il se réunit de manière hebdomadaire pour travailler en ateliers fermés et organise périodiquement des ateliers ouverts au grand public, des ventes signatures, et participe à des activités littéraires à travers le pays. Il possède aussi une maison d'édition : Les Éditions du Jeudi Soir.
Son manifeste a été publié en septembre 2016 à Port-au-Prince.
Le 19 août 2018, à l'occasion de la rentrée littéraire, cette association a organisé le 11e anniversaire de son existence dans un restaurant, situé en plein cœur du quartier de Pacot, à Port-au-Prince, en présence notamment de son fondateur l'écrivain Lyonel Trouillot, mais aussi de Hélène Mauduit, de Néhémy Pierre Dahomey et d'Évelyne Trouillot.

## Publications

### Poésies
- 2014, Briganday Lakansyèl, Ricarson Dorcé[8]
- 2014, Jaillir est la solution, Méhdi Chalmers[8]
- 2017, Cité perdue, Marie-Bénédicte Loze et Lyonel trouillot[9].
- Mars 2017, Krèy bòbèch, Jeudinema[10].
- Mai 2017, Depale, Jean-Richard Narcisse et Lyonnel Trouillot[11].

### Romans
- Juin 2011, La mémoire aux abois, Évelyne Trouillot[12]
- Juin 2011, Je ne pardonne pas au malheur, Mark-Endy Simon[12]
- 2011, La Belle amour humaine, Lyonel Trouillot (réédition)[12]
- 2011, Le Désespoir des Anges, Henry Kénol[12]
- Juin 2018, Rosalie l'infâme, Evelyne Trouillot[13].